# Pyrgus warrenensis
Warren's Skipper (Pyrgus warrenensis) là một loài bướm ngày thuộc họ Hesperiidae. Nó là loài Alpine nghiêm ngặt.
Sải cánh dài 18–24 mm với các đóm trắng nhỏ ở hai cánh nâu.